# شاتل‌ورث ۱۴۳۱۰
سیارک ۱۴۳۱۰ (به انگلیسی: 14310 Shuttleworth، نامگذاری:1966PP) چهارده هزار و سیصد و دهمین سیارک کشف شده‌است که در ۷ اوت ۱۹۶۶ کشف شد.